# Gualtiero Burzi
Gualtiero Burzi (Alessandria, 7 maggio 1975) è un attore italiano, noto al grande pubblico per l'interpretazione di Nello Carità nella serie televisiva Blanca.

## Biografia
Diplomatosi alla scuola del Teatro Stabile di Torino nel 2000, la sua esperienza attoriale iniziò a livello teatrale negli anni novanta. La principale attività di Burzi è in ambito televisivo, ricoprendo il primo ruolo rilevante ne Il Grande Torino, nel 2005, nelle vesti del calciatore Franco Ossola.

## Filmografia

### Cinema
- Lettere dalla Sicilia, regia di Manuel Giliberti (2006)
- Noi e la Giulia, regia di Edoardo Leo (2015)
- Poli opposti, regia di Max Croci (2015)
- Al posto tuo, regia di Max Croci (2016)
- Nevermind, regia di Eros Puglielli (2018)
- Appunti di un venditore di donne, regia di Fabio Resinaro (2021)
- Ero in guerra ma non lo sapevo, regia di Fabio Resinaro (2022)
- Le otto montagne, regia di Felix Van Groeningen e Charlotte Vandermeersch (2022)
- Per il mio bene, regia di Mimmo Verdesca (2024)

### Televisione
- Le cinque giornate di Milano, regia di Carlo Lizzani (2004)
- Ultimo - L'infiltrato, regia di Michele Soavi (2004)
- Il Grande Torino, regia di Claudio Bonivento (2005)
- Attacco allo Stato, regia di Michele Soavi (2006)
- Lo smemorato di Collegno (2009)
- Le ragazze dello swing, regia di Maurizio Zaccaro (2010)
- 1992 (2015)
- 1993 (2017)
- Blanca, (2021-in corso)
- La sposa, regia di Giacomo Campiotti - miniserie TV (2022)
- Mameli - Il ragazzo che sognò l'Italia, regia di Luca Lucini e Ago Panini – miniserie TV, episodio 4 (2024)
- Mike, regia di Giuseppe Bonito – miniserie TV, episodio 1 (2024)